# Heliport Akunnaaq

i7
i11
i13
Der Heliport Akunnaaq (ICAO-Code: BGAK) ist ein Hubschrauberlandeplatz in Akunnaaq im westlichen Grönland. Da er kein Abfertigungsgebäude besitzt, wird der Heliport auch als Helistop bezeichnet.

## Lage und Ausstattung
Der Heliport liegt etwas westlich des Dorfs, liegt auf einer Höhe von 59 Fuß und hat eine mit Schotter bedeckte kreisrunde Landefläche mit einem Durchmesser von 30 m.

## Fluggesellschaften und Ziele
Der Heliport wird von Air Greenland bedient, welche regelmäßige Flüge zum Heliport Ikamiut und zum Flughafen Aasiaat anbietet.